# Relaciones Brasil-Rusia
 (Requiere actualizar)

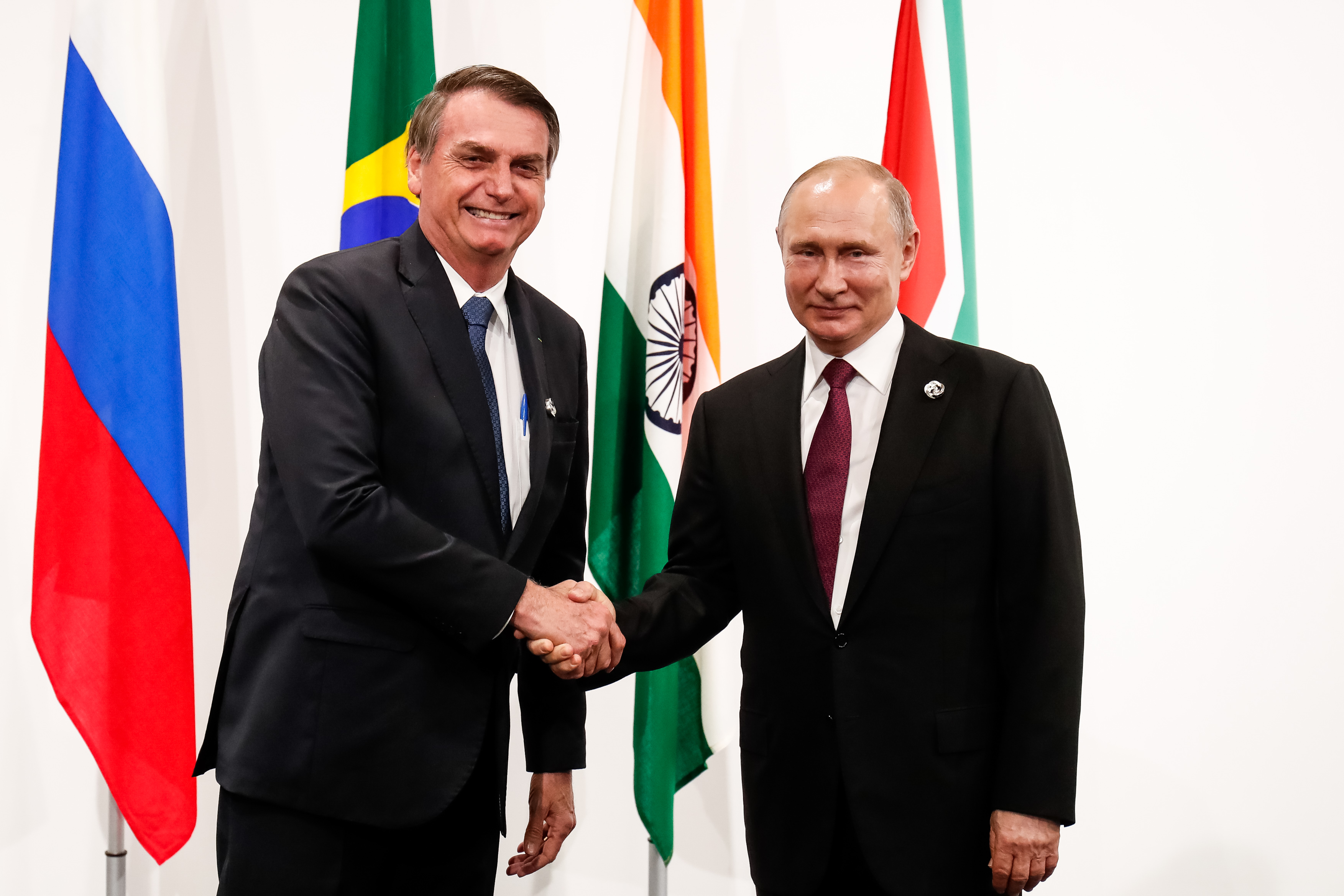
Expresidente de Brasil Jair Bolsonaro junto al Presidente de Rusia Vladímir Putin.

Las relaciones Brasil-Rusia hacen referencia a las relaciones bilaterales entre la República Federativa de Brasil y la Federación Rusa. Dichas relaciones han visto una mejora significativa en los últimos años, caracterizada por un creciente intercambio comercial y cooperación en segmentos militares y tecnológicos. Hoy en día, Brasil comparte una alianza importante con Rusia, con alianzas en áreas como las tecnologías espaciales y militares, así como las telecomunicaciones.

## Historia
Las primeras relaciones diplomáticas entre Brasil y Rusia comenzaron el 3 de octubre de 1828, siendo el primer país sudamericano con el que Rusia formalizó sus lazos. En 1876, el emperador de Brasil, Dom Pedro II, realizó una visita privada a Rusia.